# دانه‌خوار ساده‌رنگ
دانه‌خوار ساده‌رنگ (نام علمی: Catamenia inornata) نام یک گونه از تیره زردپره‌ایان است.